# Edoardo Reja
Edoardo Reja (Gorizia, 10 de octubre de 1945) es un exfutbolista y exentrenador italiano que se desempeñaba como mediocampista.

## Carrera como entrenador
Inicios
Edoardo Reja, apodado "Edy", es un veterano técnico con una gran experiencia de más de 900 partidos en el Calcio al frente de 21 equipos diferentes desde que debutó en 1979 con el Molinella Calcio de la Serie D. Al año siguiente, pasó al Monselice Calcio de la Serie C. Posteriormente, entrenó al Pordenone Calcio, Pro Gorizia, Treviso FC, AC Mestre y Varese FC.
Pescara
En 1989 dirigió a su primer equipo de la Serie B, el Pescara, tras haber entrenado en las categorías inferiores del club los dos años anteriores.
También pasó por los banquillos de Cosenza SC, Hellas Verona, Bolonia FC y US Lecce.
Brescia
En 1997 ascendió al Brescia Calcio, que por aquel entonces contaba con un joven llamado Andrea Pirlo, a la Serie A. Sin embargo, rechazó la oportunidad de entrenarlo en la élite, ya que optó por abandonar el club.
Torino
Poco después, firmaría por el Torino. El conjunto turinés se clasificó para la promoción de ascenso, pero allí perdió contra el Perugia en la tanda de penaltis.
Vicenza
Llegó al Vicenza en 1999, en lo que fue su debut en la Serie A. No pudo mantener la categoría, pero continuó en el banquillo y obtuvo otro ascenso a la Serie A. Sin embargo, nuevamente terminaría descendiendo al año siguiente.
Breves estancias en el Genoa y el Catania
Tras una breve e infructuosa experiencia al frente del Genoa CFC a comienzos de 2002; en 2003, dirigió al Calcio Catania de la Serie B, aunque solo durante 9 partidos.
Cagliari
En la temporada siguiente (noviembre de 2003), firmó con el Cagliari y obtuvo su tercer ascenso a la Serie A, pese a lo cual no continuó en el club sardo por desavenencias económicas.
Napoli
Su próximo destino fue el Napoli. Tras perder la final de la promoción de ascenso a la Serie B contra el Avellino, llevó al conjunto "partenopei" desde la Serie C hasta la élite en solo 3 temporadas, e incluso se clasificó para jugar la previa de la Copa de la UEFA en 2008. Reja fue despedido en marzo de 2009, con el equipo en la zona intermedia de la clasificación tras haber sumado 2 puntos en los 9 últimos partidos.
Hajduk Split y Lazio
Posteriormente, se hizo cargo del HNK Hajduk Split; pero en febrero de 2010, dimitió para fichar por la SS Lazio. Durante las temporadas 2010-11 y 2011-12, Reja llevó al conjunto romano a clasificarse para jugar la UEFA Europa League. Sin embargo, renunció al banquillo de los "biancocelesti" en mayo de 2012.
Regreso fugaz a la Lazio
En enero de 2014, Reja regresó a la Lazio, dejando el equipo "laziale" en 9.º puesto y volviendo a abandonar la entidad por voluntad propia.
Atalanta
En marzo de 2015, Reja se incorporó al Atalanta con el objetivo de evitar el descenso, meta que alcanzó a falta de 2 jornadas para el final de la Serie A. En la temporada 2015-16, el conjunto de Bérgamo se situó en la zona intermedia de la clasificación durante la primera parte del torneo. La segunda vuelta fue peor, pero aun así se obtuvo la permanencia con 3 jornadas de antelación. En junio de 2016, el club anunció que Reja no iba a continuar en el banquillo, siendo sustituido por Gian Piero Gasperini al día siguiente.
Selección de Albania
El 17 de abril de 2019, fue nombrado nuevo entrenador de la selección de Albania, sustituyendo al despedido Cristian Panucci. El 2 de enero de 2023, fue sustituido por Sylvinho.
ND Gorica
El 2 de marzo de 2023, solo unos meses después de la finalización de su contrato con la selección de Albania, Reja volvió a la dirección como nuevo entrenador del ND Gorica, último clasificado de la Primera Liga de Eslovenia. El 17 de abril de 2023, después de solo siete encuentros a cargo, su contrato con el ND Gorica fue rescindido de mutuo acuerdo.
El 6 de octubre de 2023, cinco meses después de su última experiencia en el banquillo, anunció su retirada como entrenador.

## Trayectoria

### Como jugador
| Club             | País   | Año       | Partidos | Goles |
| ---------------- | ------ | --------- | -------- | ----- |
| SPAL Ferrara     | Italia | 1963-1968 | 70       | 2     |
| US Palermo       | Italia | 1968-1973 | 124      | 1     |
| FC Alessandria   | Italia | 1970-1976 | 76       | 1     |
| Benevento Calcio | Italia | 1976-1977 | 7        | 0     |

### Como entrenador
| Club                 | País      | Año       | P   | PG | PE | PP | % v.  |
| -------------------- | --------- | --------- | --- | -- | -- | -- | ----- |
| Molinella Calcio     | Italia    | 1979-1980 | 29  | 6  | 11 | 12 | 20.69 |
| Monselice Calcio     | Italia    | 1980-1981 | 34  | 7  | 15 | 12 | 20.59 |
| Pordenone Calcio     | Italia    | 1981-1982 | 10  | 1  | 5  | 4  | 10    |
| Monselice Calcio     | Italia    | 1982-1983 | 26  | 9  | 6  | 11 | 34.62 |
| Pro Gorizia          | Italia    | 1983-1984 | 34  | 9  | 12 | 13 | 26.47 |
| Treviso FC           | Italia    | 1984-1985 | 28  | 3  | 11 | 14 | 10.71 |
| AC Mestre            | Italia    | 1985-1986 | 23  | 7  | 11 | 5  | 30.43 |
| Varese FC            | Italia    | 1986-1987 | 11  | 2  | 3  | 6  | 18.18 |
| Pescara Calcio       | Italia    | 1989-1990 | 33  | 13 | 10 | 10 | 39.39 |
| Cosenza SC           | Italia    | 1990-1992 | 69  | 24 | 27 | 18 | 34.78 |
| Hellas Verona        | Italia    | 1992-1993 | 38  | 10 | 15 | 13 | 26.32 |
| Bolonia FC           | Italia    | 1993-1994 | 24  | 14 | 3  | 7  | 58.33 |
| US Lecce             | Italia    | 1994-1995 | 9   | 2  | 2  | 5  | 22.22 |
| Brescia Calcio       | Italia    | 1996-1997 | 52  | 23 | 16 | 13 | 44.23 |
| Torino Calcio        | Italia    | 1997-1998 | 32  | 15 | 10 | 7  | 46.88 |
| Vicenza Calcio       | Italia    | 1999-2001 | 87  | 34 | 18 | 35 | 39.08 |
| Genoa CFC            | Italia    | 2002      | 8   | 0  | 4  | 4  | 0     |
| Calcio Catania       | Italia    | 2003      | 9   | 2  | 3  | 4  | 22.22 |
| Cagliari Calcio      | Italia    | 2003-2004 | 30  | 17 | 9  | 4  | 56.67 |
| SSC Napoli           | Italia    | 2005-2009 | 129 | 60 | 30 | 39 | 46.51 |
| HNK Hajduk Split     | Croacia   | 2009-2010 | 13  | 8  | 2  | 3  | 61.54 |
| SS Lazio             | Italia    | 2010-2012 | 106 | 52 | 20 | 34 | 49.06 |
| SS Lazio             | Italia    | 2014      | 25  | 11 | 7  | 7  | 44    |
| Atalanta BC          | Italia    | 2015-2016 | 53  | 14 | 20 | 19 | 26.42 |
| Selección de Albania | Albania   | 2019-2023 | 38  | 14 | 9  | 15 | 36.84 |
| ND Gorica            | Eslovenia | 2023      | 7   | 2  | 1  | 4  | 28.57 |

## Palmarés

### Como entrenador

#### Campeonatos nacionales
| Título         | Club            | País   | Año       |
| -------------- | --------------- | ------ | --------- |
| Serie B        | Brescia Calcio  | Italia | 1996-97   |
| Serie B        | Vicenza Calcio  | Italia | 1999-2000 |
| Serie B        | Cagliari Calcio | Italia | 2003-04   |
| Serie C1/B     | SSC Napoli      | Italia | 2005-06   |
| Copa Intertoto | SSC Napoli      | Italia | 2008      |